# 吉本総合芸能学院
吉本総合芸能学院（よしもとそうごうげいのうがくいん）は、吉本興業（旧・よしもとクリエイティブ・エージェンシー）が1982年（昭和57年）に創立した、主に新人タレントを育成する目的で作られた養成所。通称はNSC（エヌエスシー、New Star Creation）。

## 概要
入学資格は18歳以上、高等学校卒業（あるいは卒業見込）以上としている。在学期間は基本的に1年間。
大阪校1期出身のダウンタウンをはじめとして、数多くのお笑い芸人やタレントを輩出している。卒業後に大多数の生徒は吉本所属となるが、吉本を退所して他の芸能事務所へ移籍し活動を続けている者も少なからずいる。
中退者や中途入学者も卒業後は他の卒業生と同期、つまり芸歴に差はないものとして扱われる。しかし大阪校や名古屋校では過去に1年2期制の時期があり、「吉本内では厳密に言えば半年先輩・後輩」というように活動開始時期が重んじられる場合と、「年単位で言えば同期」というように他事務所所属のタレント同様に扱う場合がある。
文部科学省および都道府県認定の学校法人ではないため、卒業しても公式な学歴を得ることはできない。

## 歴史
吉本における養成所の歴史は、戦前の1938年頃に漫才作家の秋田實（吉本文芸部所属）が新設した「漫才道場」に遡る。講師には奇術研究者であった保田春雄、漫才作家の長沖一などがいた。秋田Aスケ（秋田Aスケ・Bスケ）らを輩出したが、1941年に秋田が新興キネマ演芸部への移籍に伴い閉鎖へと至った。戦後では吉本新喜劇で研究生を募集し、岡八郎や藤井信子といったスターを生み出している。
NSC開校の契機になったのは、1980年ごろの漫才ブームである。NSCの初代校長・冨井善則は「漫才ブームが起こって開校を考えた。ブームで出た漫才師はセンスも違っていた。紳竜なんて、我々の考えていた漫才を超えていた。そこで若いお客さんが欲している感覚の芸人を育てないとアカンと思った」と創設の経緯を話している。また冨井は、師匠連が経済的理由から弟子を取らなくなりタレントの供給源が枯渇しつつあったことも影響したと語っている。
当時吉本が経営していたボウリング場「ボウル吉本」（現在、同地にはなんばグランド花月が建っている）の1階にあったゲームセンターの一角を教室として板で囲い、NSCは誕生した。当時の入学金は3万円、月謝は1万円であった。
赤字でスタートした1期生は70人とも90人とも言われる。第1期のカリキュラムは一般講義の他、漫才・コント・発声練習・ジャズダンス・演技・殺陣・フラメンコ・日本舞踊などの実技授業から成り立っていた。実技授業は生徒にとって、芸人となるにあたっては直接無関係なためとりわけジャズダンスは不興を買った。当時は確たる教育方針が決まっておらず、何を教えていいのか吉本の誰もよく分かっていなかったという。
松本人志（ダウンタウン）はNSCの授業について、「急にフラメンコやろう言い出して(笑)。それで『カスタネット買え』言われて。『なんやそれ!?』って(笑)。僕は買わなかったですけど。ほんならフラメンコの授業一回やって、『どうや?』って言われて。『いや、おもろないっすね』って言うたら、もうそれで『じゃあないなー』言うて、授業なくなったりとか(笑)、そんなんでしたもん」と語っている。しかしその後、ダンスを積極的にイメージ作りへ取り入れた吉本印天然素材や、ダンスをコントなどに取り入れている芸人も少なくないことから、現在はダンスが芸人としての活動に無意味・無関係ではなくなっている。
1期生は以降のNSC存続のためスターを生み出さなければいけないという会社の至上命令があり、ダウンタウン・ハイヒール・トミーズ・銀次・政二の4組を主に新人ゴリ押し作戦が行われた。生徒は在学中2〜3か月に一度NSC寄席を催し、卒業後は定期的に新作漫才や芝居のイベントへ出演した。
NSCの設立によって芸人を目指す間口が広がったと同時に、従来の師匠連も弟子を取りやすくなった。その反面これまでの「師匠と弟子」という関係に見られた上下関係の躾、芸人となる覚悟を持つ者が減りNSC出身者を毛嫌いする芸人もいた。対してNSCではこれまで師匠が弟子に教えていた「芸能界のしきたり」も授業の一環に取り込み、NSC出身者が芸人の世界へ違和感なく溶け込めるよう配慮していた。笑福亭仁鶴のように自ら多くの弟子を持ちながら、NSCの入学者に対して激励を送る師匠もいた。また吉田ヒロのように、NSCを卒業後に先輩芸人へ弟子入りしたケースもある。
しかしながら、師匠・弟子の関係から育つのが当たり前だった当時の吉本の中堅やベテラン芸人からは賛否両論あった。その影響か『笑ってる場合ですよ!』の新人芸人オーディションコーナー「お笑い君こそスターだ!」では、当時NSCに在籍していたダウンタウン（当時のコンビ名は「まさし・ひとし」）、ハイヒール、銀二・政二らが素人として出場していた。
1988年、ダウンタウンの『4時ですよーだ』出演による人気の影響で、この年（7期生）から入学希望者が飛躍的に増えた。
1990年、9期生の宮川大輔と矢野勝也（矢野・兵動）は中途入学であり、ナインティナイン（2人とも宮迫博之と矢部美幸の入れ知恵で学費を故意に滞納したため退学処分）や15期生の西田幸治（笑い飯）らは中退している。
卒業資格自体がないため、出席日数に関係なく卒業はできる。そのため中退は学費の滞納以外では発生しておらず月謝時代には大量の中退者がいたものの、学費が入学時全納になってからは途中から出席しない者は多数いるが中退者は一部を除いていない。
1992年、第二次ベビーブームの時期と重なり入学希望者が増え、約800人が入学し約400人が合格した。教室クラスも高卒組と、大学生・社会人組の2組に分けられた。
かつては入学希望者に対して24歳までという年齢制限を設けていたが、少しずつ上限年齢が引き上げられていき2005年入学者（大阪29期・東京11期）以降、年齢制限は完全撤廃された。
2005年、インターネットを介した通信講座を開講するも、翌2006年2月28日を以て閉講された。
2011年、大阪校34期・東京校17期より年度末に東西で開催される「NSC大ライブ」の優勝者が優先的に仕事を割り振られる、「首席」制度が設置された。
2018年4月、福岡校開校。5月、2011年から設置していたよしもと沖縄エンターテイメントカレッジ（YOEC）を沖縄校として改組。
2019年4月、2005年を以て閉校していた仙台校・名古屋校・広島校が復活。2020年より札幌校が開校。
2020年、新型コロナウイルスの感染拡大による影響で入学式と合宿が中止となる。授業はリモートとして夏前から執り行われ、その後に開始された対面授業はマスク及びフェイスシールド着用、アクリル板を挟みながらの漫才など史上初めて感染対策の制限内で実施された。またこの年が最も制限の厳しいものであった。翌年以降も感染対策を施しながら授業が行われている。
2021年より、石田明（NON STYLE）・佐藤哲夫（パンクブーブー）・哲夫（笑い飯）といったM-1グランプリチャンピオンが通年講師に就任している。
2025年より、「NSC大ライブ」の仕様が変更。開催月が2月から5月に移動し、「NSC卒業前の集大成のライブ」ではなく「芸歴1年目のお披露目ライブ」という形式になった。

## 大阪校
13期（1994年4月期）から20期（1997年10月期）までは4月入学と10月入学の2期制。
†印は後に再入学する者、※印は再入学した者に付記。
| 期 | 入学 | 月 | 著名な出身者 |
| -- | ---- | -- | --- |
| 1  | 1982 | 4  | ダウンタウン、内場勝則、トミーズ、ハイヒール、おかけんた、濱根・杉本、クリスタル大坪、藤原桂造、前田政二、山田幸伸、岡田和幸（元ミモ・ファルス）、タイヘイ銀次（元銀次・政二）、レイコ（元ピンクダック） |
| 2  | 1983 | 4  | 吉田ヒロ、かつみ♥（かつみ♥さゆり）、角孝人、前谷正弘、雄大（元ボブキャッツ） |
| 3  | 1984 | 4  | 有松たかし大会 |
| 4  | 1985 | 4  | 今田耕司、130R、桂茶がま |
| 5  | 1986 | 4  | 辻本茂雄、前田勝（ティーアップ）、亀山房代 |
| 6  | 1987 | 4  | 月亭方正、田中章（プリンプリン）、てんつくマン |
| 7  | 1988 | 4  | 蛍原徹、なるみ、高山トモヒロ（ケツカッチン）、安尾信乃助、たかおみゆき、矢部美幸、コラアゲンはいごうまん、宮迫博之、河本栄得、しずか（元トゥナイト）、小矢部マサシ（元やるじゃねぇかーず） |
| 8  | 1989 | 4  | バッファロー吾郎、千原兄弟、なだぎ武、FUJIWARA、白川悟実（テンダラー）、チャンス大城、大山英雄、龍見（元笑ハンティング）、やくみつゆ、石野桜子、安藤八主博（ザ・たこさん）、松村博司、浦井崇（元やるじゃねぇかーず） |
| 9  | 1990 | 4  | ナインティナイン、宮川大輔、矢野・兵動、星田英利、へびいちご、川畑泰史、杉岡みどり、植村恵、サドルマン、竹内ゆうじ |
| 10 | 1991 | 4  | メッセンジャー、桂三度、お〜い!久馬（ザ・プラン9）、インタビューマン山下、遠藤敬、松本真一、ハスミマサオ、博多ヒト志、北田ラヂオ（元電車道）、島あたる（元電車道）、福田正修（元電車道）、南郷伯爵（元プラスチックゴーゴー）、宇野誠（元誉）、後藤秀樹 |
| 11 | 1992 | 4  | 中川家、陣内智則、ケンドーコバヤシ、たむらけんじ、ハリウッドザコシショウ、野々村友紀子、ユウキロック、堂土貴（ルート33）、たいぞう、烏川耕一、細川熊千代（チャンバラチャンネル）、デジタルケイタ、殿村政明、原田専門家、長岡マホロ（元みのなが）、美濃昌輝（元みのなが）、プリン姫、村越周司、おおうえくにひろ（元ハリガネロック）、床並ヒトシ（元トクトコ）、佐溝育子、木村美季、本庄強、山元純一（元爆烈Q）、西口圭（元リミテッド）、大北貴洋（元LaLaLa）、静岡茶っぱ（元G★MENS）、高僧美喜（元高僧・野々村）、広瀬健次（元ハッシュドポテト）、佐伯和俊 |
| 12 | 1993 | 4  | 小籔千豊、COWCOW、2丁拳銃、土肥ポン太、富士彦（元おはよう。）、芦沢和哉（元おはよう。）、安住、鈴木つかさ、無法松（ほたるゲンジ）、さだ、堀由史（元ナメリカ）、やまだともカズ、尻谷よしひろ、松本秀樹、谷口聡（元ブラザース）、石割博之（元GB）、古高義広（元スキヤキ） |
| 13 | 1994 | 4  | ブラックマヨネーズ、徳井義実（チュートリアル）、野性爆弾、次長課長、マスダヒロユキ（ルート33）、チャンス大城、うだともかず（チャンバラチャンネル）、亀井しんじろ、イーグル溝神（超新塾）、タイガー福田（超新塾）、サンキュー安富（超新塾）、くわばたりえ（クワバタオハラ）、藤井ペイジ（飛石連休）、柳瀬たかお（元ザ・やなせふなおか）、諸岡立身、奈須崇、桝本壮志、オパヤン、藤田愛、三浦誠己、谷口大二、舘昌美、イカ（酒場ナビ）、パジャマとりや、野呂祐介（元騎兵隊） |
| 14 | 1994 | 10 | フットボールアワー、コカドケンタロウ（ロッチ）、国崎恵美、カネシゲタカシ、天満国男（元エレキグラム）、金母（元パンちゃん）、木田智之 |
| 15 | 1995 | 4  | 西田幸治（笑い飯）、烏龍パーク、清水けんじ、伊賀健二、中川貴志、高井俊彦、山本吉貴（元チャイルドマシーン）、オカン山口（フリーサイズ）、山田スタジアム、樅野太紀、ブー藤原（超新塾）、タイガー福田（超新塾）、前すすむ（TOKYO COOL）、デッカチャン、山浦ひさし、キューピット芸人ゆっき〜、正木氏、吉本峰之（元ストリーク）、光岡均（元フロントストーリー） |
| 16 | 1995 | 10 | 浅越ゴエ（ザ・プラン9）、中岡創一（ロッチ）、コウカズヤ（元超新塾）、中恭太、鮎川ヒロアキ |
| 17 | 1996 | 4  | バイきんぐ、ヤナギブソン（ザ・プラン9）、青空 岡、あらきあきゆき、ゴリけん、おぐ（ロビンフット）、チャーミングじろうちゃん、西麻布ヒルズ、須藤理恵（元青空）、シェーン! |
| 18 | 1996 | 10 | ファミリーレストラン、ずばり!タコ介、風藤松原、えとう窓口（Wエンジン）、浜辺のウルフ、マナブ18号、まつもとしん児（元たいよう）、森武司、Mr.X（元モストデンジャラス）、山内祥聖（元四次元ナイフ） |
| 19 | 1997 | 4  | ティ・カトウ（チャド・マレーン）、ロッテンダ、田中匡（トライアングル）、中村佳子（元鳳仙花）、キバ（元モストデンジャラス）、キッチン! |
| 20 | 1997 | 10 | 麒麟、林健（ギャロップ）、馬場園梓（元アジアン）、隅田美保（元アジアン）、ソラシド、中山逸紀（ツーナッカン）、町田星児（ヘッドライト）、さなえ（フリーサイズ）、SHINYA AYAMA、西科仁 |
| 21 | 1998 | 4  | 村田秀亮（とろサーモン）、毛利大亮（ギャロップ）、天津、レギュラー、安達健太郎、ボンざわーるど、チャド・マレーン（チャド・マレーン）、斉藤紳士、レアレア、中立人生、黒木正浩（ヨーロッパ企画）、植松哲平、えみぴょん（元キッチンパーク）、三浪昇（元ババリア）、田中邦彦（元ザ・ワールド）、中村準（元けもの道）、高須克裕（元ロデオボックス） |
| 22 | 1999 | 4  | 山里亮太（南海キャンディーズ）、久保田かずのぶ（とろサーモン）、林健（ギャロップ）、ダイアン、中山功太、スーパーマラドーナ、ミサイルマン、ネゴシックス、かどちゃん（飛び蹴りサワー）、なかやまきんに君、キングコング、村本大輔（ウーマンラッシュアワー）、ひのひかり智、グッピーこずえ、梶剛（元アイスクリーム）、みるきぃしげお（元Creative routine work）、すみたにまさとし（すみたに）、ほしのさとし、野口智博、ナーヴェ（元ゴールドラッシュ）、どいちゅー（元ゴールドラッシュ）、七世一樹、丸尾ユウキ |
| 23 | 2000 | 4  | おいでやす小田、三浦マイルド、友近、中川パラダイス（ウーマンラッシュアワー）、西森洋一（モンスターエンジン）、チーモンチョーチュウ、ムーディ勝山、市川義一（女と男）、ビコーン!、ガリガリガリクソン、吉田裕、今別府直之、太田芳伸、奥重敦史、夫婦円満、グッドウォーキン、きのした先生（とんぺてぃーず）、石田しゅうじろう、松本慎一郎、ナオ・デストラーデ（湘南デストラーデ）、ユーマ、平松洋一（和歌人）、ダンシングヒーロー、ジャンふじたに、ボス水野、中岡フェニックス（元ブロンクス）、野口拓郎（元ブロンクス）、唐戸浩二（元ブロンクス）、荒牧周平（元にのうらご）、日刊ナンセンス |
| 24 | 2001 | 4  | イシバシハザマ、若井おさむ、和田美枝（女と男）、ハロー植田、かんざき（動物チーム）、しのはらりゅっく（ガンガンファンキービート）、エハラマサヒロ、瀧見信行、宮川たま子、笑福亭笑生（元クレヨン）、くじゃくだん、田中光、小笠原まさや、渡辺竜介（元クララ）、難波麻人（元アボカドランドリ）、よこやまともかつ（元なんばよこやま）、田中利幸（元ステーキハウス）、上阪卓也（元ジェットコースター）、みっくん（元さーくるらいおん）、らいおんまる（元さーくるらいおん）、前田あうと（元ザ・ゴリラバンド）、中谷みつとし（元Mahha）、佐々木海（元カーネリアン） |
| 25 | 2002 | 4  | 銀シャリ、ジャルジャル、秋山賢太（アキナ）、クロスバー直撃、ヒューマン中村、兼光タカシ、信濃岳夫、ぢゃいこ、もりやすバンバンビガロ、ガチャガチャ、安井政史、森田展義、新名徹郎、じゅんぺい（しろっぷ）、三輪善行（なにわプラッチック）、どんぐり兄弟、カズマ・スパーキング、ハニトラ梅木（紳士淑女倶楽部）、かまぐち（元ダ・ヴィンチ）、もがみワールド、シャドウ岩橋（元プラス・マイナス）、 POØPY藤原（元ザ・ツタンカーメンズ）、きたがわ（ともだち）、ハクション中西、ナゲット村井（元ローズヒップファニーファニー）、バーディー、小谷真理、西山裕大、里村仁志（元大脇里村ゼミナール）、佐藤晃司（元トリプルエンジョイ）、松田栄一郎（元トリプルエンジョイ）、大脇拓平、ボンクラーズ |
| 26 | 2003 | 4  | かまいたち、河井ゆずる（アインシュタイン）、山名文和（アキナ）、藤崎マーケット、天竺鼠、水田信二、川西賢志郎、バイク川崎バイク、守谷日和、ハギノリザードマン（ベルナルド）、八十島（2700）、ビタミンS、月亭太遊、清水啓之、笑福亭笑利、辰己智之、福人、ラー神田、ラッパフキ牧戸、ハジメ（フォーリンラブ）、キューティーうえき（キューティーうえき feat.こうの）、シオマリアッチ、たけし（みちがえる）、マリッジスターこうもと、加藤誉子、センサールマン、森プロジェクト、帽子屋お松、今泉力哉、谷川友梨、堀の山、ベイビー谷本、門脇聡子、ゆうき（元ゆうきたけし）、石原加奈子（元ジェシカ）、石村一也（元回転ハッスル）、渡部ダイシ（元キンデルダイク） |
| 27 | 2004 | 4  | 福井俊太郎（GAG）、SJ（GAG）、Dr.ハインリッヒ、トット、諸見里大介、ツネ（元2700）、タナからイケダ、山添寛（相席スタート）、いがわゆり蚊、ツジカオルコ、もじゃ吉田、ヒロユキMc-II、貫太郎（動物チーム）、木下弱、大黒笑けいけい、どんまい高橋（TAWARA）、まさじ（トップシークレット）、mossan（元ジュリエッタ）、たけだバーベキュー、みっとしー（元ビーフケーキ）、近藤貴嗣（元ビーフケーキ）、JP、武田裕司（キズナ）、パニーニ木坂、やぎゅう（紳士淑女倶楽部）、おかちゃん（ニコニコモンスター）、ちょむ（ちょむロビンソン）、桂ぎん次郎、くぼてんき、高田健志、川見直通（元ハム）、飯沼浩貴（元パニーニ）、パプア。 |
| 28 | 2005 | 4  | すゑひろがりず、稲田直樹（アインシュタイン）、ラフ次元、岡田直子、祇園、中山女子短期大学、井下大活躍（元井下好井）、楢原真樹（ヤーレンズ）、パンヂー陳、わだたかし（えびすワーカーズ）、たかしろ（とんぺてぃーず）、森本大百科、しらんやつら、清水ひろふみ、石野翔悟、コタティンホフマン、がっき〜、山下脂、日本夢之助、清水誠（キュウ）、ロングロング、ひろし（元にゅ〜くれ〜ぷ）、ナターシャ（元にゅ〜くれ〜ぷ）、でび（元にゅ〜くれ〜ぷ）、にほんしゅ、あらしろんCEO（元ペンタゴン）、ゴメス★河田、服部拓也（元シルキーライン）、西浦（元キャンパスボーイ）、田中りょうじ先生（元カルパチーノ）、猪俣陽介（元カルパチーノ）、ツジモト（元グレープフルーツムーン）、芝山大補（元D・N・A）、山川将宏（元D・N・A）、小畑陽治（元バルチック艦隊） |
| 29 | 2006 | 4  | 見取り図、金属バット、吉田たち、ヘンダーソン、メンバー、安田ファニー（GAG）、出井隼之介（ヤーレンズ）、もりすけ、多和田上人、石井ブレンド（CITY）、わんだーらんど、畠山達也（元ガスマスクガール）、酒井孝太（若葉のころ）、アキラ（超速バギー）、ハマムラ（超速バギー）、らむね、OKI（ファンクラブにゃんちー）、のり（仲西ﾝとこ）、おふらんす田中（マグリット）、松下友樹（近くにある喫茶店）、伊藤製作所、緑川まり、ヒガシ、ボブ、オクティ、クラドメタケ、山田ゆき、縁川縁松、土方兄弟、ヤマゲン（ネコニスズ）、ねこじゃらし、ワタルwithオカン、岩野達範（元八田荘）、修行僧、やまだひろあき、ウメダルイス、中北朋宏（元惑星NO.3）、下村啓太（元ジソンシン）、プルートサワイ（元プルートボブ）、川口敦典（元てんしとあくま） |
| 30 | 2007 | 4  | ツートライブ、アイロンヘッド、カーネーション、バンビーノ、津田康平（マルセイユ）、ダブルアート、みや（スカチャン）、ナ酒渚、爆ノ介（ザ・プラン9）、カバ（元カバと爆ノ介）、光永、コウノ・オブ・ザ・イヤー（元令和喜多みな実）、野村尚平（元令和喜多みな実）、十手、伊藤貴之（官兵衛）、山根リチャード（ナナ）、鈴木ララバイ、茜チーフ（ポチ）、しげみうどん（らいおんうどん）、Mitsumi、女 ゆきえ（オトメタチ）、まるがめくん、ずが☆こうさく、フィーバーゆうじろう、アイバー、まもる〜む、タートルデッパ、フクダセカンド（近くにある喫茶店）、ハンサム松崎、てるちゃん、デレク（ドミノス）、めーみん（しあわせガールズ）、光美、大西ユースケ、ウ・キリュウ（元あしゅら）、きょうた（おせつときょうた）、THE小野（ズンズンポイポイ）、森井あきひと（ポルコ）、誠子（元尼神インター）、熊本アイ、松坂ひじき（アオイサカナ）、美月リカ、中野秀紀、まる子、松村惇史（元フキノタイタン）、松本匡平（元コーンスターチ）、欅昌裕（元ニメートルズ）、吉見明洋（元らんちきハイツ） |
| 31 | 2008 | 4  | ロングコートダディ、セルライトスパ、ちょんまげラーメン、鬼沢さん（鬼としみちゃむ）、トランスフォーム福田（マイスイートメモリーズ）、かつのぶさん（オーサカクレオパトラ）、山本プロ野球（シカゴ実業）、シゲカズです、バタハリ、めっちゃ、ガオ〜ちゃん（らいおんうどん）、飯めしあがれこにお、マヤ文明を作ったマヤおばさん、はぎちゃん（元フランキー）、木尾モデル（元シンクロック）、江城豪（元ニメートルズ）、月亭希遊、サバイバルダンス大地（マグリット）、はやしさん（しあわせガールズ）、グチヤマ（まちるだ）、ムチャクチャヤン、時本周宜（トラベリシャ）、親指ぎゅー太郎、KLキンジョー、まるチャンかめチャン、ガルシア、虹、サカモト's、ナカノコ、ナスエ、りゅう、モリエダ（ドミノス）、神野敏行、小林達彦、ろぱ仔（下町ミュンスター）、中島女の子（日本クレール）、たろう（ズンズンポイポイ）、安田一平（太陽の小町）、えとちゃん（トロピカルマーチ）、三遊亭好好、井上メテオ（アイアムアイ）、吉田圭佑（元ブレイブマン）、ジェットスガワラ（元サンドロップ） |
| 32 | 2009 | 4  | 辻皓平（ニッポンの社長）、別府貴之（マルセイユ）、しんちゃん（大自然）、パーティーパーティー、小野竜輔（CITY）、中川ひちゃゆき（シカゴ実業）、牛ぺぺ、モンスーン、武者武者、ゲラゲラ星人、明里洋輔（超速バギー）、セッツァー、黒木すず（スーズ）、スロッピ、クロフネ、おいちょ（ビーンズ）、苺ちゃん、セカンドブラウン、しがしが、さかもと（しゅんすけ）、江原（ザ・布団）、ブービーバービー、中澤セブン（はなざわ）、吉田トム（テンプラパン）、てっしぃ、西沢ザBOY、こゆり（しあわせガールズ）、塚本圭介、白井千尋、つじくん、福神よしき、村井んーとさ、サク。（元花金バーナード）、松下慎平（テンポイント）、小橋川隆太（元ジュゴン）、どんぐりぱわーず、トンペー、りょーま、大嶋の一番弟子、プ・テジュ（元イブンカ）、山本将輝、高道大輔（元中張又張）、福山遼平（元クレメンス） |
| 33 | 2010 | 4  | コロコロチキチキペッパーズ、ビスケットブラザーズ、男性ブランコ、ケツ（ニッポンの社長）、稲田美紀（紅しょうが）、マユリカ、ZAZY、秋定遼太郎（滝音）、kento fukaya、今井らいぱち（元ヒガシ逢ウサカ）、らぶおじさん、しゃかりき、グリフォン國松、ベン山形、にんげんっていいな、とりあえず夏海、高見（スーズ）、蟹々々エミ、伊丹祐貴、古田敬一（若葉のころ）、ほりお（しゅんすけ）、どろんこベアー、やまも司令官（チャカ）、ひろち、アポロン山崎、りゅうきち、津島、おりいかえで、のびのびハッピーズ、小西武蔵、TNB（ザ・布団）、トミタ（44艦長）、こがちゃん、さきとん、マサミシン、田舎はるみ、ちーかわ、鳥山裕起（テンプラパン）、とことんとんちやん、すとうもりと、(株)はつだ、白波瀬、長谷川大祐、川畑尚志、草場先生、林﨑友祈、横谷シーラカンス、ハリー、林将大、山口泰弘（おばけ）、黒子タクシー、ゆか（ラブ刺激）、高田へび（ラブ刺激）、りくえすと、竹原芳子、清友、ニキケイシ、土居宗将（元きみどり）、チャリンコクラブ |
| 34 | 2011 | 4  | さや香、蛙亭、隣人、華山、さすけ（滝音）、スナフキンズ、しみちゃむ（鬼としみちゃむ）、トニーフランク、ファイヤーサンダー、前田龍二（シモリュウ）、ひらがだぬき（ビーンズ）、小泉（茜250cc）、あさやまんちゃんランド（とくいち）、大野（とくいち）、竹内智也（ピュート）、大乱ポゥ!ボマッシュブラ坊主!、こじまラテ（元なにわスワンキーズ）、平田健太、秀島なつみ、北代祐太、大正サウナ、岡本りん、恵梨華、山田きっく、山口宣弘（ガンガンファンキービート）、じゅんぺぇ（仲西ﾝとこ）、オマリー、Tの極み、ゆでたかの、やまC（チャカ）、西原つづき、-ZX-、カマタ万博、高橋憂紀、島田かずさ、しんこだ工務店、西山工務店、しぐま、みっちょん。、えまのん、ミチヒロ、キャッチャー冠野、南方神起、まったい、パイナップルつばさ、福井隆之、山岡純也、福田遼平、バンビ、店長、マエノリュウタ（百恵）、本多スイミングスクール、ムラムラタムラ、岩村あやみ（元ハニートラップ）、ちびシャトル、Men's石橋、福田正光（アオイサカナ）、冴-$∀∃-、出てこい中平くん2号、上田だう（元きんめ鯛）、笠谷翔平（元ポートワシントン） |
| 35 | 2012 | 4  | ゆりやんレトリィバァ、濱田祐太郎、田津原理音、熊元プロレス（紅しょうが）、にぼしいわし、加賀翔（かが屋）、からし蓮根、ガンバレルーヤ、福本ユウショウ（ジョックロック）、もも、20世紀、山下ギャンブルゴリラ（豪快キャプテン）、イノシカチョウ、ラニーノーズ、軟水、シモタ（シモリュウ）、泰平（フジーズ）、つみき、ラストオーダー織田（チャイルドプリンス）、九条ジョー（元コウテイ）、黄昏の森、善家カズマサ（茜250cc）、橋爪アキラ（盆と正月）、安田（ルーデンス）、やまぐちたけし、BPM128、田村浩己（黄金の桜）、セインツ、ミセスマキエ、ザキさん（TAWARA）、おはな、がんだあら、ブラッディストーン、なかたとものり、おのうえちえ（としょがかり）、まるい三日月、かみしん、シナモン、笑、ニシロー、ドボルザークふみこ、ムラタイット、ワイユゥージーオー、おなまえ溝口、KODAI（NALU-SEE☆）、萬代育矢（元コロナクラウン）、森田GM、花崎天神（ボニーボニー）、大家さん（コスモハイツ205）、信太優人（元ノブナガ）、SurugaMonkey |
| 36 | 2013 | 4  | イチオク、オダウエダ、バッテリィズ、ゆめっち（3時のヒロイン）、カベポスター、ダブルヒガシ、真輝志、きむらバンド（たくろう）、べーやん（豪快キャプテン）、素敵じゃないか、11月のリサ、りえちゃん（オーサカクレオパトラ）、宗安聖（チェリー大作戦）、丸亀じゃんご、カンフーカンフー、ほしあられ（盆と正月）、世界のこーぞー、8.6秒バズーカー、メラちゃん（アレックス）、チカコホンマ、XYZ、こうたろう（ポチ）、太田満塁ホームラン、ボスマル、アケミ・シャイニング、ぜろえん、花岡ちゃん（はなざわ）、あんころもち、ラングレン、沼ミリグラム、おる・にちん（ファンクラブにゃんちー）、おかき、ジェロニモ、そこらへん元気、隊長、福島哲治、ほりえる、大浜くん、平岡将、大西央登、上坂明、後藤祐太（テンポイント）、道さわこ、バリーとくのしん（ボニーボニー）、殴られ屋KENJI、英吉（元プードル） |
| 37 | 2014 | 4  | 花乃井、赤木裕（たくろう）、生ファラオ、ねんど（チェリー大作戦）、京極風斗（9番街レトロ）、祐代朗功、稲田ケバブ丸、たむかい（元戦士）、走れ!ぴゅー吉（元放課後ボーイズ）、柿、千日前ゴールデンポップス、ヒロシマハジメ、4カドのマリ、ライムスライム、ダージリンティクラブ、じゅんとなつ、ヤーユ、コンバッチけんちゃん、国澤、菊池デニム（すしまる）、峯尾拓若、サルイン、川筋ライラ、下川24時、たかばたけ、宇羽野道、ダブルアクション三浦健悟、こにし、土見容子、大島雅斗、サム（元おとなごっこ）、加藤進之介 |
| 38 | 2015 | 4  | オフローズ、天才ピアニスト、エルフ、フースーヤ、なかむらしゅん（9番街レトロ）、安達周平（タチマチ）、愛凛冴、ゴエモン、二口りぼ〜なす、かざ杜（あさがお）、大福（元フミ）、もういっちょ!とん平（元フミ）、ホテル、アンビシャス、相乗効果、きょうもかもがわ、まだやまだ!!、村上ドラゴンV（キキョウ）、みくばたけ、炎舞、ロテンブロ、YOSH!NO（半年記念日）、ちかや、鈍器ノ様ナ者、寺尾巨神兵、メスト雅也、伊藤夏美香、上村淳也（オムライスマカロン）、バンくん、田中クアトロ、ありのまさ〜し、ハイエナじろう、えいじ、フォッツ、ナカタ監修、とみぼっち、プリティ運動会、田中昭太（ルージュ）、大谷（ええいちにち）、番匠、おりちゃん（ところどころ）、こまちねーぶる伯爵、かわべ、小西誠、いしだ釣具店、たまちぇる（元カスターニャtantan!!）、アックスボンバー、ゴッチス（元みたらし祭り）、宇宙の子（牛とか羊とか）、ayu（元まちむすめ）、ちゅんま |
| 39 | 2016 | 4  | 爛々、ぎょうぶ、ソマオ・ミートボール、胡内佑介（タチマチ）、いつもたいしゃ、うただ、タレンチ、西垣（とくいち）、野西陽一（ルーデンス）、ねぎ（元ミヤコジマ）、黒澤慶（元アンリミテッドプリパレーション）、まきのちゃん、ショウズィー、ファイナルセピア、だだだ大成功、ほずみ、もんざえもん、ふくらはぎかかと（黄金の桜）、オリハルコン、筒井亜由貴、入澤弘喜、佐々木スクイズ、たいき、ぴかるん、イワタアキラ、Mr.TR、漢祭り、ペンダント、桂笑金、タチバナ、ほりえさん、ガジャボイ、あないみじ安藤（満点ベッカイ）、吉岡チクワーン、ソースかける（ルージュ）、ごんたくれ、ひでちゃん、フレンチ男児、ちゅーぺい、ほりえさん、山口一宏、ちぎちゃん、加藤夏寿斗（44艦長）、今西晃太、輔田すけ、廣田茂功、船出幸弘、古川モカ、有澤慶造（われわれ）、せなちゃっとふぁいやー、オカザキハヤテ、おさいゆう、ひなたぼっこ、江木一栄、吉田響、社長、パルマ、平野タツヤ、小野寺達也、石川麗也、neo霧丸、ヤマモとリコ |
| 40 | 2017 | 4  | おもいで財閥、鉄人小町、永見諒太（元10億円）、ちっぴぃちゃんズ、山内仁平（大王）、フリーテンゴク、ツケマイ23号、国道アリス、幸のとり、てつはる（大正サウナ）、田中（アポロ軍曹）、岩崎タツキ、山﨑おしるこ、福ちゃん、南里アドベンチャー、西本サドル（西本サイクル）、きらく（シャガール）、愛志亭暮太、渡邊直樹、生瀬行人、にょっきー、アナウンサーあや、カシワ、壹番地、コマンタレブー、モリくん、崎岡竜之、山崎龍也、山崎こうへい、鮫島ガッチャンコ（こちとら真骨頂）、空良、ジャービス、治よかたいね、あきぞう（すしまる）、週末クリームパン、大和田遼、夕日一星、ヲンノジ、人マン、林咲斗、大嶺周輝、落としのまっさん、小堀、ザットゥー、長居あこ、宮崎功徳、うらべ、田中寿英、井上太一、坂本久敏、藤井裕士、吉森かいき、矢野優雅、Y&R、オシャンティー東、まる、佐々木啓祐、知遥、河野菜摘（元ねこ屋敷） |
| 41 | 2018 | 4  | しんや、cacao、例えば炎、タイムキーパー、キャツミ、ファンファーレと熱狂、白桃ピーチよぴぴ、三遊間、はるかぜとともに、うめすぴか、どんちっち、真平（マーティー）、かりむ（アポロ軍曹）、カイちゃん、ボブスレー黒岡、ドランケン、ノーサイン、西野、ときヲりぴーと、弓月一日（シャガール）、なかおきアンシコースケー、浜ユウキ、もくめ蝶、グレネイド、ごぞうろっぷ、大天使マイク、前田克野（アレックス）、一心（ヒョウリ）、月亭柳正、小晴る、ビーナス、まるポッケ、コブラマン、ショテイの位置、芸人ワタリ（キキョウ）、みずっち with Marceans、デラポンズ、あざやかな未来、細羽貴文、ペーパーカー、しん、水辺の白鳥、てるてるテーヤ、オリビア、ながれゆくタニ、バター部、シンパンジー、ますだ、福西、テンテコ舞、今北実徳、人間エンピ、佐々岡（ラージャン）、ケンコウコツ、まつうらひかる、荒木ベイベー、フジバントン、知遥、湯面、獅子、辰巳（檸檬）、ミノ川、まさかタイヤ、近年稀に見る久保、男気サトシ、ドギーマン冬弥、片田KTD、キニカゼ、パトリック、ケイタロー、アギョウ、シュウイチ、刀真・ギャラガー、久冨祥寛、高田健太郎、亀井大輔、北牧涼太、湯川優幸、坪田ヴァイル、サラバック吉村、中越、あると（半年記念日）、るぅ、やまぎしあきら、まきもとけんた、はまだ、まお、みず、すみ、ぱから、きゅうた、タバル、カゼータ、金増空、レモンコマドリ、伴（江戸マリー）、清水香奈芽（元ハイツ友の会） |
| 42 | 2019 | 4  | モンデン、空前メテオ、ゆうじろー（ジョックロック）、ぐろう、マーメイド、オニイチャン、シスター、ライムギ、ウイスキーカノン、白くま、鳥越タイチロウ（ほたる火）、藤本もふ（電気ジュース）、さとゆり、七面綺蘭、だま、カノッサ、ボロボロバイセコー、グレン世紀、世界の絶景、エスカ横、坂田浩輝、どんぶりどんどん、ネオバランス、アイアンパラドックス、燕達磨、ユキホ、べんチョップべん、木村おしとやか（満点ベッカイ）、ピクシー、アバンチュール、日部幸祐（菊・ジュー）、なんじゃもんじゃるか、アキラマウンテン、ピピ、カリノ、ルーク、あばさかる、ローリーブライトマン、リーミチハル（檸檬）、はじめましてはじめ、安藤秀太（劇団フェルナンデス）、リャンフーテン、スーパーフライデー、たつみ（アヒルボート）、2匹のパンダ、うえのやま保育、レディisジュエリー、あやねん、ぽいぽい、ホセマイアミ、ナンジョウピアノ、水分スイ、パンチャー☆うり、牛若丸考世、清水みんず、となり、とおの蜜柑、まさしさま、かな、ひのきだに、みきみき、やたかJR、たいぞーよねだ、寺巳タカト（ラージャン）、大迫マミ、ヒロ、Ko、金増空、牛若丸考世、森天国、日下博貴、立道将太、萬杏菜、栗山樹、江川莉奈、心之介、神田塁、坂本蓮、綾、有利、勇理、布施佑樹、菊重直希、大澄劇場、阪田悠大、田邊真規、髙嶋宗弥、角田智哉、布施佑樹、こじこーじ、だいや、曽我部フラワーパーク、風ノ翔馬、とっきょん（雨蛙）、動あり、おかじ（元アンドロイド） |
| 43 | 2020 | 4  | テキサスマウンテンローレル、やました、例えば炎、清川雄司、シカノシンプ、マーティー、九ノ段、紫式部、ムジンゾウ、キョンビ、ローズ、山椒魚、ドライブドライブ、おーにしゆーま（ほたる火）、福沢葉（電気ジュース）、みちねトントンブー、オーケストラ、1-全-全、十八番、たこ珍味、ホタテ座、キミカ、天ロクの丘、電波塔、ミズニスム、びっく（こちとら真骨頂）、おかゆ、フジエダ、みのり、マツザワ（ヒョウリ）、パリ・カリアゲ、なお、竹中海平（SAYONARA）、アンタルヤ、ダイセン、きんとうん、レブルズ、ベレー帽ヘアーわっしゃる、ゴールデンダック、伊藤トモ、花柄ネオン、水準ベクトル、ちん念、ほんまそれ。、あんらくちから、うかり、ちゃい、弾、近江、ジャズヤンマ、マルオフ、トミィ、髙橋ぷらむ、小林すすむ、首領・アリマジュタローネ、ジョウズ、芝本ねんど（アザラシ）、遊楽ブーム、中野湧大（われわれ）、とも喜（富時雨）、マグ、フジカツ、リョウツ、ウツケ、モリ、ヨロシクアジア、ランチョー、カナイ企画、中村拓慈、佐伯海人、嘉藤プジョル、地蔵めたび、細川はるか、兵頭誕生日あいり、市川屋書店、ぷに覇王、髙木寛太郎、前田裕介、吉見瞭汰、大串翔太、湊郁海、永山幸志郎、天竹一馬、古賀幹哉、網瞭太、山本晃平、末永陽祐、いっき、オカピ、ホウノガミ、鶴田爽、清水大智 |
| 44 | 2021 | 4  | 宛先プレーン、ぺ、軍艦、釈迦虎、満丸、タケ（深海魚）、準新作、戎前2丁目、あーたろう、文句、嶋田奨太（シネマ特区）、ミステリーハンター、國けんぴ、かの子、彼岸花、ミケネ系、はらから、笠川拓夢、ペケ猫、ジャジャンケン、チーズ、ポプラベティ、毒チワワ、エアブルース、グローバルオカダ、松岡あつき、レイジーハイ、田中きゃらばん、浪岡省吾、アスノヨゾラ、ツインピークス、でんで、ココちゃん大統領、大統領ピッピ、野間媒体、月とスッピン、アンブレラ、じゃがいもぽてと、笑かし亭やるお・くれお、ベビーコミック、雨の日ピース、スキップ・ビート、てっぺー、シェメイシン、171、二ノ二、猫又ロック、ひろむ（こめじるし）、ロマンス道場、ビスケット・マイコ、トマソン喫茶、エマ、マジュニア、ヤマアラシ、ライカライカ、浪速モダンカダン、アメリカ語、竜王（劇団フェルナンデス）、ジョークニュース、いなせ弁慶、千手鳩、天河しんし、シンセイ、群青とエンプティ、しゃばラバ、小宮ミコ、森小路、ハダカ天国、アンフィールド、井上巧実、なかのakaこうちゃん、じゅじゅ、おしる、おはる、ともこ、ぞの、いちじ、たむらまろ、きよし、はるみ、きっぺい、たいせー、まこ、ちよ、ちゃんぽこ、あん、あんどう!、ひょうま、ゆうくん、だんちゃん、おかじゅん、森田澪（はっぴいぼーい）、ゆーいちろー、みりん、たふ.jp、ひのスタイルズ、イワ・イワタ、ドレコ、ショコ、マッティオ、クウカイ、ナッチ、フクモン、ヤンガ、ニノチカ、矢野劇場、ノルウェー人、山本涼介、パソコン舞、定時、山盛、竹撃ち、シノヘ、バトラーイワサキ、ジゴロ〜、ピストルズ、宇宙ターザン、シュー卍、須磨、酒井ジャパン、大森チュロス、杉山シャンデリア、磯田タクロー、ジャーニー吉見、坂本短文、お冷、ごしょかけ温泉、前向きぜんきち、小川監督、東出、藤田単騎ガマし、天照勇樹、澁谷千佳、有光弘貴、砂田将汰、佐伯珠乃、葛原守、中島千恵、樋口智也、梶原直人、古川一輝、花新太郎、森田涼太郎、原田新太郎、岸田一希、西村敬太、大野友雅、赤澤岳瑠、谷口昂平、河合竜哉、増田千誠、竹内涼、奥田大雅、小西耕平、堀敦紀、奥山壮太郎、奥山睦生、宮里たすく、藁、内藤、蛍、ザ・ピンポン |
| 45 | 2022 | 4  | はるかぜに告ぐ、夜歩き、千年ぶり、あんよの日、生姜猫、レジ応援、遠足ダイスキタイム、ウーロンパンダ、東雲、入学卒業、柴田B柴田、エイトマイル、わいぜっと、びやびやボーイ、ルイジオン、水牛ファースト、すいぎん銀河、バタークッキークラブ、喜助、まえかわ、10点!100点!ブルーマウンテン!、瞬間クレッシェンド、コトノイト、バリアシオン、岡田浩太朗、誇、銀鬼、はぜるな、しょうじ、数田、遅生まれ酢飯パーティー牛乳おじさん、11件目のおつかいメール、ドレスド、最強行動、ラメ入り、アセンブル、かしわ、みずせった、スピンツ、ワタリドリ、ホリエ、クラーケン、綿菓子、アイボリー、赤石つかさ、まさる丼、あの街この街、洛陽、山田青空、二畳半、花畑、バンデンピピ、京介、猿飛、サクラカンパニー、よっしぃ吉岡、山崎マルヲ、シャチ風味、ミシマウド、松隈新、海老鉄砲、ハイカラジャンク、橋本、金田、芝原やけど、楽園、(耳)、藤本moto、あおいキッズ、宵ノ海、ねぶくろ、エイトマイル、スズマチドオリ、ラブグッド、白虎、川下直城、あぶしん、きゅうまばくちゃ、パイレーツキャップ、かずまん、アンドアローン、レンツ、シビレルバレル、MOMOCHANI、のぶ丼、四六、シャチ風味、赤ヤガラ、ミカエシ美人、ムーシーロー、うなぎうなぎ、スリーマンセル、大超獣、たいよう（アヒルボート）、アーモンドフェイス、江本昴太、野良レール、サタデーナンバー、TAKUTO、みひょん、かっぽん&しょーちゃん、どぼん、ぐしけんあきら、たかぴょん、あきられい、まほろ、えんぴつ生徒、ごしごしタオル、若、周、記、塁、噴砕骨刹、深月、せいかつの柄、成川ヒカル（菊・ジュー）、ガそリタン、ちきんりとる、ジョー、ロシアンテコンドーレボリューション、エイゴイスト、キャッチャー、あさってのサニー、サリー（SAYONARA）、出っ歯リボン、フルコンタクト、パークテラス長津、惑星オコジョ、下鶴大地、無色透明、巨万、香川純、南森銀次、村雨、アユシ、番町、明歩、まつこ、ちむどんどん、でかぷりお、しゅうたろう、おとど、あゆし、もとし、あもん、いちご、そうる、ときよし、みちこ、むひ、ヨギーニふくちゃん、ほぼ小林、こうき7番アイアン、平野ザウルス、岩元ルーム、アズナイル、伴まつり、トゥーマッチペイン、マッチタナカ、知育玩具、概念、大東地華良、鬼頭第三席、喜多川颯大、大恐慌大吉、松浦巧、向井光、入日、天晴、結城シシ、Wタツキ 砂田、永山マサキ、9円玉、谷本祐希、長沼憲汰、田所和範、上村瑞紀、横松亮平、江崎颯真、亀井皓太、伊藤温大、藤井遥佳、岩本湧喜、城間諒、八木下やぎ、ハレルヤ豊樹、宮本バレンチノ、ニシヤマ、カロン、ツルミ、リョーマ、ワイド金子、アオキ選抜、アンフ野澤、ヒンマヒマ晴、新八、後藤、藤村、統真、西村、ハルタモモイロ、坂口イエスタデイ、松す、藤本カツヨリ、福永聖、九作、佐久間柊、福井翔太、山本誠司、中川貴哉、K-高島、果音、村上飛び級、浅を、まっすー。、はやて、いっけー、げん、たけと、大長ちゃいろ、嘉戸、西澤陸歩、福田洋太、山田脩太郎、空腹亭まんぷく、松明、とめ吉ジュニオール、都、力丸 |
| 46 | 2023 | 4  | アマルフィん、200%のジュモン、強肩ジャンプ、西本ペダル（西本サイクル）、壱族、ニーミちゃん&オカコ、遠藤常夏、アテルイ、ウルフ狼、翠星の如く、赤果樹、がくせい、空飛ぶすいか、大空、樺色、松岡大将、ザ・ラブパレード、松岡メテオ、Laychell、マツバラ、高矢まさあき、田中ルイボスティー、回転・東京、ヘイワの軟骨、ふじた（アザラシ）、フラム、ドリルランチャー、安藤、イチバリキ、岡部ポポポ、ガラン堂、Additional Time、オスイチ、伊藤和可、竹知世、吉兆、インマイヘッド、瀧が吹く、小天狗、座敷わらし、ヘテニャア、やのちゃん、だいマックス、パンダブル、シトラスベアー、ハクサイ、ニモドウマ、スゴック、日野レイ、超女王、岩下鱧、ザウルス、彩葉、アクアマリン、シンボリル、スパイシ、ランプ、星山田、祥太郎、PRICELESS、ダンディシティ、ジューンドライブ、じょんならん、天使とスーパーカー、とんぼ、しろめがね、ラリホーいぇいいぇいch、1の位、システムエラー楢崎、アンポンタン、ビルコーク、カールソン、52Hz瑞希、林田小々、蒼井朔、時子山普史、ハイランド、馬夏、世紀、泥沼、でる、じゅん、けいごにうす、草場右ガード、鈴屋メロス、一つ上野、スシサンバ、幕府、こしむら人生、ほく切、こーよー、おっちー、いぞり、きんぐ、こひめ、とりあえズ、赤ストライプ、リッケンジョリーナ、アンジェリーナ、セシル、児玉工具店、笑い時々音、Umemary、千晃、カタヤマアキラ、カイセイ、シミズケント、舎梵、なりふり数馬、船出日和、いちふじ、ユタか、えんじゃ、じゃけぇなんぶ、とむそん、コールアンド、フィッシュ&チップス、オルタネーション、米野黒岩、今井、辻田、下口、三浦、黒田、高辻、奥垣、菊野京一、平井大地、足立竜馬、切替哲汰、久保尋斗、森重時生、冨谷克暉、千秋楽、一見、あさまち、たけ、こ〜き、いろは、たむら、きいち、やまりさ、こやま、たかはし、ムニャ公、オサコ、ロココ、クレ、ロメロ、会社、玄武、亜空間加賀美、本日の千尋、かまあげしらす、凜杯、じゅげむ、アラタ、我修院あんでぃ、大山おせち、大石ハコ、ゲコゲコツカサ、ルカンズ、キンパ、いちふじ、たいが、にこにこパニック、立春パネンカ、ありむら（はっぴいぼーい）、遥、凶、西、ハゴロモ、高柳匠吾、近藤朱莉、大西雄介、槙野巧人、伊藤史寿基、桜間祥平、黒田幸平、西尾澪二、内田弓月、藤原岳史、赤猫、風鳴、one、夜ご飯、しょうき、あやめ、るも、のみやま、無双天丼、射鹿、春木屋、池田お花、黒木新聞、片屋ひまわり、北野いてまえ、三原ジャンジ、服部壮一朗、森一航、竹内蓮生、マシッソヨ、村田マシーン、のどぼとけ、わさび、タカピー、ラックロッド、オストラーゼン、けいせいラフ・パンク、モリンチョ、にぎやかなクムスタ、ちしゃ菜、あんじ、むさちゃみ、ワガライフ、池G、渡邊唯斗、マツバ |
| 47 | 2024 | 4  | おもしろジャンケン、ハクビライン、ワイルドガール、ジャーメジャー、パイナップルアイランド、ちあき、ドルフィンみさき、ブルガリアン、ダモノダ・まーしょ、キャナート、ニュージェイムズ、ペントコハウス、セプテンバー9th、アメリカの州、ギャクテン、5月のアザラシ、まみこあ、油花火、シェモア、赤ちょうちん、耐火ズ |

### 大阪女性タレントコース
| 期 | 入学 | 著名な出身者 |
| -- | ---- | --- |
| 1  | 2005 | 桜 稲垣早希、金原早苗、前田まみ、増田倫子（元桜） |
| 2  | 2006 | ベルサイユ、大西初愛、岸田奈緒美 |
| 3  | 2007 | 安田由紀奈、柳川真菜、YUKA、小寺理花 |
| 4  | 2008 | うをとも、山口綾子、谷侑加子、角田沙弥香、新地梨絵、松本美穂、服部ひで子                                                                                            |
| 5  | 2009 | 福田麻貴（3時のヒロイン）、杉山優華、松下千紘、大端絵里香、福田多希子、小寺真理、たみ優子、裕加、友利愛美、加藤茉奈、つる（太陽の小町）、りっぺ（トロピカルマーチ） |
| 6  | 2010 | 鈴井りま、まいか、仲村智美 |
| 7  | 2011 | peco、岩政久美子 |

### 大阪タレントコース
| 期 | 入学 | 著名な出身者                                                  |
| -- | ---- | ------------------------------------------------------------- |
| 1  | 2012 | なっさん（飛び蹴りサワー）、らんまるぽむぽむタイプα、渡邉大生 |

## 東京校
†印は後に再入学する者、※印は再入学した者に付記。
| 期 | 入学 | 著名な出身者 |
| -- | ---- | --- |
| 1  | 1995 | 品川庄司、ハチミツ二郎（東京ダイナマイト）、浜ロン、SADA（キャラメルマシーン）、手品師 白血球、日野誠、あないかずひさ、ゆうき（元ヒデヨシ）、西條辰彦（元ドラハッパー）、ポーク林（元ミスマッチグルメ）、ライフライン |
| 2  | 1996 | 佐久間一行、ガリットチュウ、くまだまさし、キートン、しんじ、松田洋昌（ハイキングウォーキング）、関暁夫、千葉公平、内海仁志、いしいそうたろう、北条ふとし、内弁士ごくう、上前田ししょう、神宮寺しし丸、田中要一郎（元メインストリート）、樽井修、吉高寿男、菊池健一（元ギンナナ） |
| 3  | 1997 | トータルテンボス、AMEMIYA、山田ルイ53世（髭男爵）、はいじぃ、キクチウソツカナイ。、永井佑一郎、サイクロンZ、まん☆だん太郎、西条みつとし、市井昌秀、パジャマとりや 、中谷貴寛（元ポテト少年団）、内藤輝彦（元ポテト少年団） |
| 4  | 1998 | ロバート、インパルス、森三中、椿鬼奴、POISON GIRL BAND、オコチャ、あっぱれコイズミ、アホマイルド坂本、長田紀彦、竹永よしたか（元コンマニセンチ）、堀内馬鹿祭（元コンマニセンチ）、高橋邦彦（元アホマイルド） |
| 5  | 1999 | 平成ノブシコブシ、ピース、5GAP、大西ライオン、渡辺隆（錦鯉）、ラフ・コントロール、遠山大輔（グランジ）、三瓶、とくこ、藤原たけしa.k.a FUJI510、おかっぺ、空馬良樹、キシモトマイ、花香よしあき、小田祐一郎（だーりんず）、トントン（万福）、ねぎたたくや（元ジェニーゴーゴー）、横一郎、キャンヒロユキ、江波戸邦昌（元オテンキ） |
| 6  | 2000 | とにかく明るい安村、大（グランジ）、五明拓弥（グランジ）、ものいい、岩崎う大（かもめんたる）、ロングサイズ伊藤（や団）、しあつ野郎、ペレ草田、ピクニック、げんき〜ず、けんじる（元フクロトジ）、玉代勢直（オリオンリーグ）、飯能BBQ、上村愛、つよしマン（元マキシマムパーパーサム）、長澤喜稔（元マキシマムパーパーサム）、すーなか、競輪小僧、ちばちゃん（元スプーン）、浜田もり平（はまこ・テラこ）、キラーコンテンツ、堀江B面、くり、山西英一郎、川口清行（元ロシアンモンキー）、カズ（元カズ&アイ） |
| 7  | 2001 | もう中学生、こがけん、ですよ。、LLR、ぺんぎんナッツ、ピストジャム、剛くん（オリオンリーグ）、たけうちっち（元ミルククラウン）、てつみち（元フクロトジ）、在間昌一（キャンディハウス）、スベリー杉田、タケ竹原（メアリの休日）、新道竜巳（馬鹿よ貴方は）、アニキ（ペンギンズ）、銀座ポップ、根本正一、いときん。（燕代表）、ウメ、ピッチャー西、クレオパトラ、ジェントル、キムラナオヒロ（元まめのき）、ピカソ利光、栗城史多、後藤輝樹、上村亮史（元ジンギスキャン）、田中慎（元ライパッチ）、バカトケムリ、大蛇が村にやってきた |
| 8  | 2002 | 尾形貴弘（パンサー）、ジョイマン、内間政成（スリムクラブ）、こりゃめでてーな、シューレスジョー、セブンbyセブン、キャベツ確認中、鮫島一六三（BAN BAN BAN）、黒ラブ教授、長崎亭キヨちゃんぽん、ぶんぶんボウル、オジョー、うっほ菅原（もぐもぐピーナッツ）、武井志門、有村修一（しるばーまん）、KAMIKAZE、ゲンセンシホウセン、マサアキサイトウ（ゼーゼーハーハー）、平井“ファラオ”光（馬鹿よ貴方は）、高校ズ、こじらせハスキー、嶋川武秀（母心）、ミヤシタガク、岡本亮（湘南デストラーデ）、松戸正宏（千葉チューセッツ）、シャバダバふじ、ゆっくんちゃん、エル上田（エル・カブキ）、フジナッツ健（パチッコリン）、モハメド太郎（元デスペラード）、茶柱立乃助（元デスペラード）、三遊亭鳳月、立川只四楼、スガモ智之、紙芝居師ヤムちゃん、ヤスタケ（元ラフ・コントロール）、成瀬わさび、おーくぼー、おにぎり、堀部雅人、神道裕、福島健司（元ニューロマンス）、前河キヨトシ（元カシスプリン）、森内俊樹（元シャバダバ）、若月亮（元若月）、ガブ&ぴーち、ニンゲン |
| 9  | 2003 | サルゴリラ、ライス、ハリセンボン、囲碁将棋、しずる、菅良太郎（パンサー）、てんぐ、ぼよんぼよん、バケモン先生、江崎ばもん（元ゆったり感）、中村ひでゆき（元ゆったり感）、オオカミ少年、アイパー滝沢、こてつ、バクコメ、松橋周太呂、出雲阿国、西島永悟（元エリートヤンキー）、みのるチャチャチャ♪（元エリートヤンキー）、もりたけんじ、四角（ゴング）、お野菜太郎、赤松圭、昼メシくん、鬼龍院翔（ゴールデンボンバー）、芝大輔（モグライダー）、そえじまひでき（ぽんぽこ）、柴田ぼんくら（激突）、いしみねサンダーボルト（ギンギラギンのギン）、昆布ちゃん、マリリンジョイ、そよかぜましお、ばいそん、畑中しんじろう、キクチカズマ（ミスターピーナッツ）、松原秀、中村元樹、望月リョーマ（元えんにち）、山田庸平（元山田カントリー）、千年原政利、竹内大納言ターボα、大塚甲喜（元エレベーターマンション）、及川博文（元ロビンケビン） |
| 10 | 2004 | トレンディエンジェル、うるとらブギーズ、インポッシブル、フルーツポンチ、はんにゃ.、かたつむり、オリエンタルラジオ、ぁみ（ありがとう）、GO!皆川、ストロベビー、島居俊介（シマッシュレコード）、太田拓郎（漫才少爺）、オスペンギン、関田将人、イダリアン、さかぐち、佐助、DH億、なんしぃ、ナイスゥ・てっぺー、暗黒天使、水牛（マウンテン牛）、クロヤナギコウジ、有松たかし大会、あかつ、野沢ダイブ禁止（虹の黄昏）、森田まさのり、シン・チクワマン、前島、ふーみん、Enishi、うえちゃん（元ツートンカラー）、土橋周太（元ツートンカラー）、スチール哲平、まちだあきこ、中ホンマン（元自然のいえ）、阿部磨有香（元少年少女）、山田佳祐（元モンチャック）、三浦友加、三須友博（元ガリバートンネル）、スター関根（元ブレーメン）、倉島尚則（元ノスタルジック）、安友（元猫デココ）、須藤謙太朗（元大好物）、菅原知明（元フレンチブルドッグ）、メルヘン倶楽部、ゆかいパン |
| 11 | 2005 | シソンヌ、チョコレートプラネット、向井慧（パンサー）、タモンズ、ガッパー稲吉（ぶったま）、エド・はるみ、好井まさお（元井下好井）、イチキップリン、嶋田修平（シマッシュレコード）、夫婦のじかん、上原チョー、細野哲平（ありがとう）、アンダーエイジ、たかくら引越センター、佐藤利洋（嫁恐竜）、にしむらベイベー、ますかた一真、パンプキンズまりこ、ヨッシャ比留間、とべまーし（デンゼル）、犬塚大冒険（元ハンマミーヤ）、おかちゃん、りゅーじ（ゴング）、シューマッハ、そえじまひでき（ぽんぽこ）、小石田純一、濱津隆之、きしはやと、千葉ドラゴン、モノス・グランデ、いわきり新習慣（メアリの休日）、サイトーリリィ、竹之内雄太、嘉山コマ、レオザフットボール、ちゃまくん、Keigo、竜海（元エレファンツ）、兵庫祐樹（元エレファンツ）、フクヤマムサシ（元エレファンツ）、長沼麗王（元メンタルエイジ）、曽我郁香（元パンプキンズ）、近藤裕希（元インディゴ）、中村亮介（元バース）、宇都宮周作（元3フランシスコ）、江村貴大（元リトルドンファン）、中嶋勇樹（元ハッピーボーイズ）、湊ゆかり（元ビューティーメーカー）、藤田力（元シガーロング）、おやきくん（元タカダ・コーポレーション）、笑南                          |
| 12 | 2006 | ジャングルポケット、渡辺直美、ジェラードン、脇田（シシガシラ）、ウエスP、橋山メイデン、アンカンミンカン、トッカグン小野寺、快盗スズメ、佐藤ピリオド．（元御茶ノ水男子）、しいはしジャスタウェイ（元御茶ノ水男子）、大谷ってヤツですよ!、チョッキGT5000、まっかちん、ラビッツ、ガッツいわせ、ほりっこし、会田勇人（カリマンタン）、ゆうかんまだむ、魂の巾着、ランジャタイ、古家曇天（TCクラクション）、マスオチョップ、feat.こうの（キューティーうえき feat.こうの）、安原カラス、モリコウヘイ（うわそら）、伴雅哉（ガロイン）、斉藤慎二、松本准平、星野和之（元バックスクリーン）、先川栄蔵（元キューティーブロンズ）、野崎小三郎（元キューティーブロンズ）、モリオハザード、相原慎吾、三ツ星ジョージ、アートテラー・とに〜、クソ台打チニキ（元盗涙王）、原田誉之（元盗涙王） |
| 13 | 2007 | たつろう、山﨑ケイ（相席スタート）、TEAM BANANA、浜中英昌（シシガシラ）、ヤジマリー。（スカチャン）、藤本淳史（元田畑藤本）、とらふぐ、まっこん（ろどりげす）、姫ちゃん、ピスタチオ伊地知（元ピスタチオ）、小澤慎一朗（元ピスタチオ）、おこめちゃん（オトメタチ）、ツクロークン、むとパン（元ピンタンパン）、佐藤明洋、中川新介（ダブルウィッシュ）、スタジオカドタ、今夜すぐ起きる（元タイガース）、高橋むつを（カリマンタン）、どさけん、濱田大輔、こやつタイム、ないものねだりの山崎くん、井野こけし、ワッフル長谷部、スグルセンチメンタル、遠藤はやと（デンゼル）、三浦二郎、ぶんご（那由多）、バッツネ（ホタルイカ）、ブラボー!橋本、ヒガ2000、やらまいかカンパニー、武田優作（リッチモン）、まだ濱田（ほよよ）、ルミか、ダイス、三本スゲユウタ、タカタ学園、大久保たもつ（元ザ☆忍者）、フラッパー☆、宮川英二（元ボーイフレンド）、BB（元KBBY）、本当の赤ちゃん（元ストロング・マイマイズ）、釜戸達考（元ハッピーエンド）、アロハ、メメ、少年感覚 |
| 14 | 2008 | ダイタク、スパイク、あわよくば、カゲヤマ、山添寛（相席スタート）、ネルソンズ、渡辺銀次（ドンデコルテ）、りんたろー。（EXIT）、三戸キャップ、カルビちゃん（きっと君はくるさ）、かじがや卓哉、アンチエイジ徳泉、いっすねー!山脇、ほのまる、奥村隼也、おおすかてんちょ〜、山田ちゃーはん、タザアクチュアリー、ラストピアス、あいすけ、スーパートマト、よこみつエンジェル（どりーむらんど）、はなずみ、アーキー、穴吹陽平（キャンディハウス）、山﨑真理、ユウト、コウメイ、くみねぇ、でぇ吟醸白田、メニー・ジョイヴィレッジ（那由多）、なめたらいかんぜよ。MARI、大城D孔明、塩見フリーダム、元祖いちごちゃん、片倉ブリザード、北見寛明（リッチモン）、ゴッホ向井、シュウジとマッチ、廣瀬優、ふんわりポニー、オヤカタくん、天馬チャプー、ゆきち先生、キングダム中野、井上虫歯二本、どんぐり（プリッとChannel）、Sasuke（プリッとChannel）、あごキング（プリッとChannel）、おだんご（オジQ）、山本剛志（元マンキンタン）、上野祐二（元C・A・T）、エリック・ニコラス（元0.03秒）、川島（元0.03秒）、新崎喜朗（元ヒダリウマ）、本橋朋也（元growing growing）、ヒヨン、ひーちゃん、ウメボシエンジン、ミステリーウーマンfeat.卍 |
| 15 | 2009 | 鬼越トマホーク、おかずクラブ、ニューヨーク、横澤夏子、いぬ、マテンロウ、デニス、野澤輸出（元ダイヤモンド）、TEAM近藤、ビスケッティ佐竹（元ビスケッティ）、なまらあつし（元ビスケッティ）、西村ヒロチョ、渡瀬瑞基、ムラジュン、タクトOK!!（Everybody）、TOKU、つづき（きっと君はくるさ）、さんきゅう倉田、風次（裏切りマンキーコング）、にしだっくす、かがくと森田くん、寺門真吾、スリーマンス松根、工藤慎也、マジカルかとー、ウキウキゆうきっ!（元ピケ）、ABCDE湯かげん、ほしのディスコ（パーパー）、カナメストーン、栗谷（カカロニ）、まじん、リクロジー、忘れる。、リッチドッグ、ギチ、竹本カズキ（ポップライン）、きみえ、でっかい!くぼた、澤井A判定、こやまきみこ、エッグ矢沢、大楽絢太、立川談洲、ほぼ石井、背中バキボキズ |
| 16 | 2010 | ダンビラムーチョ、ゆにばーす、やさしいズ、カラタチ、スクールゾーン、しゅんしゅんクリニックP、パピヨン、銀河ゆめゆめ、キンボシ、入間国際宣言、鶴亀、ランパンプス、ベリーズ、にしざわ学園（裏切りマンキーコング）、ギョ雷魚、石橋俊春（官兵衛）、エンドゥーコウキくん、おーちゃん、ノビ山本、狼煙、イ・ウンジ、(仮)たろう、アキラ・コンチネンタル・フィーバー、いすつくえ嫁、パプリカ、フルーツコウモリ、大友達人、三代目姐、北川めんま、アルバトロスしん、てつや、英熊同盟、田中祐司（ウルトラスーパーコバタナックス）、ちゃらん婆、吉松ゴリラ、すしささき。、太田直也（ひぐま岬）、平田ヒトシJr.、スイーツなかの、鈴川絢子、中島翔子、矢作マサル、ミランコビッチ、ぬりぼう、神子島祐司、並木伸之（元8ボール）、ワラウータン |
| 17 | 2011 | 空気階段、オズワルド、コットン、くらげ、侍スライス、ガーリィレコード、ワラバランス、ぬまんづ、吉川きっちょむ、スパイシー坊や、えりんぎ、ふりいくっ!、まんじろう、スカイサーキット、雨野宮将明、広永陸（まちるだ）、岡田百永（ナガオサフェスタオカダ）、ポニー福元、石川ひろし（双六人間）、荒井かな、チキンナンゴー、このまま誰かと、矢野（東京挫折組）、トマト王子、塚沢サンゾ夫、ナイス達也、ヤースー、さわやかだいちゅき、遊佐亮介、束田（コロネケン）、伊山亮吉（風来坊）、ふらたにてぃ、あべじゅりあ、よこみつエンジェル（どりーむらんど）、寺田友葉（元すごい論）、オンリーラグーン、橘家文太、柳亭市助、はっしー（元ソノヘンノ女）、鈴木策三、バシャウマ、安川亮介（元フィフティーカーニバル） |
| 18 | 2012 | 田辺智加（ぼる塾）、酒寄希望（ぼる塾）、そいつどいつ、レインボー、山口コンボイ（ケビンス）、おばたのお兄さん、ゴスケ、ひょっこりはん、リロイ太郎、かわなみchoy?（Everybody）、ウッチィ、ウォンバット、ドッチモドッチ、ぱろぱろ、準特急久保田、スイラン、あかざきまさゆき、ながおさ君（ナガオサフェスタオカダ）、あつひろ、2人のトイボックス、松永雄右、ながち、もっくん、山口おべん、コメットパンチ、和田あいでぃーる、田中一樹、けせんぬまペイ!、エンジェルこま、奈良岡にこ、森川やるしかねぇ（元ホープマンズ）、樽見ありがてぇ（元ホープマンズ）、じょな じょな（ジネンジョ）、風間春菜（あかねさす）、うだまん、あしなっす、なんぶ、藤原麻里菜 |
| 19 | 2013 | スーパーサイズ・ミー、ドーナツ・ピーナツ、小橋共作（ドンデコルテ）、世間知らズ、赤嶺総理、山田裕磨（ミカボ）、兼近大樹（EXIT）、古谷健太、エレガント人生、カエルサークル、てつ丸（ラフリベンジャーズ）、HIWA（元放課後ハートビート）、PANA（元放課後ハートビート）、YUTARO、にゃげぽっぽ大森、漢咲コータロー、バイバイスプリット、降りしきる雨の中で瀬尾、三ツ岡（昆虫ズ）、ヒグチ（昆虫ズ）、よぉちゃん、テンプスランプ、かじじかん、たかき、無限グットマン、くぼたダッシュ、金山慎之介、太田成二、長江ちゃん、ブレインミント、アミーゴ、ブチかまし、小出KidZ、たつなり（中華大満足）、なかっさん（なかっさんと田辺）、おーみ（元ぷりずん。）、嶋田将駿（元ジャンゴ） |
| 20 | 2014 | ぶったま、あんり（ぼる塾）、きりやはるか（ぼる塾）、かなで（3時のヒロイン）、ブラゴーリ、鈴木バイダン、おミュータンツ、アメリカンBBチキン、ペッパーGuys、かつやま（ド桜）、土屋翼（ミカボ）、ブルーレディ、にににこーちゃん（いちばんかわいい）、ポンゴ、りゅうたろう（元ウォーリーズジャパン）、ショーゴ（東京ホテイソン）、たかぴんア・ラ・モード☆（元ピンタンパン）、たくみ（元超平和万博）、おとんがポックリ残されたうちら、わたるれぼりゅーしょん、細いとメガネ、モンデン、強い電気、あとむ、磯本五段、はたけ（ええいちにち）、北野ごぼう、とりあえず古谷、白珠イチゴ、渡辺ポット（大王）、なかむた、テンプルカントリー、たんちゃん。（どりーむらんど）、中谷友美、ミロデジャネイロ、つばさ（スーパーオチョ）、サワダボリビア、高木ライン、澤井ハンバーグ、大石主役（中央スランバー）、池脇澪、笠原ゴーフォワード、上河内貴人、テレビデオ、阪田ベーカリー（元赤もみじ） |
| 21 | 2015 | エバース、かつやま（ド桜）、リボルバー・ヘッド、せらっきょ、長島聡之（ゆかいな議事録）、マサルコ（元ギガスラッシュ!!）、三浦リョースケ（あさがお）、和田ランダマイザ（元超平和万博）、笹本はやて（元ネイチャーバーガー）、大村サイコー、三上由貴、ママランド、機運ダンク、オチョボーイ（スーパーオチョ）、山田梨功（中央スランバー）、熊之助、るい坊（昆虫ズ）、正田展之（スイム）、ゲルマニウム、オレがレオ、竹内大規（元竹内ズ）、井上大生（元マリオネットブラザーズ）、ヒロカズ劇場、鳥山大介、奥野奏、花谷龍典、由類江潤、グータン、たかさき（ニートと居候とたかさき）、南翔太（ニートと居候とたかさき）、ヤマト（元ぺんとはうす） |
| 22 | 2016 | ナイチンゲールダンス、バリカタ友情飯、マリーマリー、プール、軟水、そいそ〜す、おとうふ、太鵬、めぞん、ピュート、アズーロ24、プリズンクイズチャンネル、すぐる画伯、山本期日前（ゆかいな議事録）、バチョフ、やままん、マスターナンバー、ウエスタンズ、レシートズ、どぅいっちメン、ムラオカ、FFヤスエダ（元YELLOWww）、石塚審判（元YELLOWww）、よこみつエンジェル（どりーむらんど）、岡田和也、斉藤れいな（あまえんぼうポラリス）、辻裕明 |
| 23 | 2017 | 令和ロマン、ヨネダ2000、サンタモニカ、インテイク、世界クジラ、まるいるい（元たまゆら学園）、健康ゾンビ、さくら(^^)（いちばんかわいい）、アケガラス、アゲノ勘太、たなか茜、でんでん太鼓、みぽぽ、たどころ、永江ヒデト、シネマンガ、加藤みゆう（ボンボンショコラ）、町ルダ（カフカノ）、タカパ、桐生ザベスト（ブラックメンソール）、大島誠也、菊池拓也、河井ヨシノリ、ヘドゥ（逆撫でロマンス）、人印、今野一輝（僕らの別荘）、シドニー石井（僕らの別荘） |
| 24 | 2018 | 金魚番長、そのこ、イチゴ、狛犬、おばあちゃん、小虎、喫茶ムーン、佐竹帝己（デザサレ）、大石、ゆっこ、アカシア、ササタニ、とん汁無料、珍街道、こがだんごくん、丸橋ヤング館、ラーフル、フランポネ、アロハペンギン、ピッピ大谷、物語ズ、ミカちん、ベストひかる、スピノザ、海野宝、益村康平（わかめハッピースマイル）、ランデヴー、セイゴマン、粁、南コントテラー、たいち、ぶーすか、しゃにむに。、すがい、おーえん、コマツザキショウタ、大澤昌季、おにおんぶるどっぐ、ニシカワシアター、グティエレス内田、A-000、メニーアン、うるち、だいのー、おくだ（ボンボンショコラ）、笹やん、末光（ニューシャネル）、森しんのすけ、高田柾希、夏川うみ |
| 25 | 2019 | 茶々、家族チャーハン、山下よしあき（テキセツの街）、定点計画、山内仁平（大王）、ミッチェル、Bりょう（元ゴヤ）、ヒゲヅラマンボウ、T-ALEX、ちゃんゆー（エスファイブ）、川野翔、後藤銀（デザサレ）、うえだの山、山森ヤモリ、加藤てっきゅう（デジタルバッハ）、わたるれぼりゅーしょん、末田べべ、鶯、今夜はブルース、それありき、中華兄弟、マロンきよし、フロッグロック、リクチマキ、シングシング、三吉ハイボール、あいなんだ、まぼろし組、森かいと、及川修平（わかめハッピースマイル）、宮原健斗、やまじ（元ゴヤ） |
| 26 | 2020 | ボニータ、兄弟、東郷（テキセツの街）、エアコンぶんぶんお姉さん、ゆずさん、櫻井（カフカノ）、マリンボブ、梅谷斎、まっすぐ加藤、宙太郎、アマリ隊員、猫化粧、岩堀佑哉、ベストパフォーマンス・ハタ（ブラックメンソール）、シャワーカーテニスト（元シノブ） |
| 27 | 2021 | かけおち、いぜん、青いデルタ、イワサキ、酒ゴメス、ひぐちこうめ、ザンゾウ、モンタナ、YOFUKASHI、アンビション、ねぎ（元ミヤコジマ）、かざ杜（あさがお）、マイファザー、ASANA、クニサダ、ガシヒ、ボダリキボバイ、サバツナ鈴木、たまゆらレスト、細野健人、私東京、大陸、地図にない佐藤、クリアノート、ドラゴン、らんぴょん、豊田ツッコミマシーン、ザ・ギター、斎藤北極星、ヒビキ・ローレン、世襲 |
| 28 | 2022 | ボブのコーラ、アリハガ、なおゆき（フジーズ）、ヘニ、タータンライナー、セカンドロット、もしもし☆コールミーテレフォン、ニコミハジメテ、鯱鉾ダイナソー、キイロイゾウサン、ごきげん主婦マコト、烏骨鶏、女優、みづえ、広島兄弟、フクロクジュ、東京師走、伝説の一人っ子リク、歯・ガッチャマン、ポケットコロッケ、川副（デジタルバッハ）、ぼあき。、マダックス、キタムラタクロー（元江戸ベルト）、スーパーかつ。（元江戸ベルト）、るか（元アグレッシブ） |
| 29 | 2023 | ド天国、けいごステファニー、ネネネ、とりせん、恒星ボカン、なでなでボーイ、マシン語感、ガチ銀河、もぐら大戦争、スキャマンダー、片翼のチキン、おおぞら、ローマんな、アミダライン、太田満塁ホームラン、サバツナ鈴木、シンドネル、海月の骨、空間ラベンダー、はみ出し太郎、チェックポイント、まんてん堂、ポテトギフト、ペンキリンダ、アンジー大介、櫻井雄麻、山本周、太公望、1000タコ、永遠沙汰、画鋲、カシイ、久保スポーツキャプテン、また会えると思ったから、河村ぬりえ |
| 30 | 2024 | シネマ特区、ドンココ、三遊亭れん生、加藤悠、照山おうちごはん、おふくろパラダイス、九冨悠二郎、スティックセニョール、ぼくたち、居候、ハンマラッソ、ミスポリエチレン、揺るぎねぇな、モックアップ、ハックルベリー、初恋チャイム、ちばれみ、嶺花、キューブリック |

## よしもとNSC通信講座（2005年 - 2006年）
2005年に開講された、インターネットを介した通信講座。吉本興業が運営していたお笑いCSチャンネルヨシモトファンダンゴTVと、お笑いサイト『Fandango!』内で授業を配信していた。2006年2月を以て閉講。NSC東京校11期・大阪校28期出身が同期にあたる。
†印は後に再入学する者、※印は再入学した者に付記。
| 期 | 入学 | 著名な出身者                                       |
| -- | ---- | -------------------------------------------------- |
| 1  | 2005 | 蓮華、オープンスペース、及川博文（元ロビンケビン） |

## 名古屋校（ - 2005年、2019年 - ）
1997年から一回目の閉校までは4月入学と10月入学の2期制。
†印は後に再入学する者、※印は再入学した者に付記。
| 期 | 入学 | 月 | 著名な出身者                                                                                                 |
| -- | ---- | -- | --- |
| 1  | 1993 | 4  | タックイン                                                                                                   |
| 2  | 1994 | 4  | スピードワゴン、ボルサリーノ、スギちゃん、さわはらさん（元メカドッグ）                                       |
| 4  | 1996 | 4  | ゲッターズ飯田、津村英世（元ゲッターズ）、山浦ひさし                                                         |
| 5  | 1997 | 4  | ザブングル加藤、松尾陽介（元ザブングル）、オレンジ田中、泉聡（元オレンジ）                                   |
| 8  | 1998 | 10 | 松本りんす（だーりんず）                                                                                     |
| 9  | 1999 | 4  | 吉村憲二（ブロードキャスト!!）                                                                               |
| 10 | 1999 | 10 | 森下ゆうじ、錦笑亭満堂、石川勇樹（元フライングマン）                                                         |
| 11 | 2000 | 4  | 房野史典（ブロードキャスト!!）、市川こいくち、山口トンボ、薬師寺陽一                                         |
| 12 | 2000 | 10 | それいけ斉藤くん                                                                                             |
| 15 | 2002 | 4  | 亀社長（ぶったま）、ゴンゾー、吉富Aボタン、浜村凡平太、露の団姫、浜口祐次（元浜口浜村）                      |
| 16 | 2002 | 10 | 金本和幹（元フィッシュ&チップス）                                                                            |
| 17 | 2003 | 4  | アンダーポイント、グリンピース                                                                               |
| 18 | 2003 | 10 | 伊藤もとひろ（元フィッシュ&チップス）                                                                        |
| 19 | 2004 | 4  | 大林宜裕、ガロイン、柳家花いち                                                                               |
| 21 | 2005 | 4  | 小林周平、ユーチン（双六人間）、マーヴェリック、小鈴木、倉本カズキ（元わをん）                               |
| 23 | 2006 | 4  | 井上彩輝（居残りサミット）、増田繁紀（元サムタイムズ）                                                       |
| 1  | 2019 | 4  | 天丼かつ丼                                                                                                   |
| 2  | 2020 | 4  | 紅点、急に宮本、桑田リョウスケ（刻めダカタ）、四条雪野（ユニゾンパイナップル）、ますっち（スペース）、森貴史 |
| 3  | 2021 | 4  | かにチャーハン、ごぞんじ武田、きもと（刻めダカタ）、もさもさ子、花井亮介（スペース）                         |
| 4  | 2022 | 4  | エゴサーチ、ヒライシン、パンジー・そう                                                                       |
| 5  | 2023 | 4  | アベレージ28、マルモウケ、もりのくまさん、コウモトリツ、ざかり                                               |
| 6  | 2024 | 4  | スタースモーキング                                                                                           |

## 広島校（ - 2004年）（2019年 - ）
†印は後に再入学する者、※印は再入学した者に付記。
| 期 | 入学 | 著名な出身者 |
| -- | ---- | --- |
| 1  | 2002 | フロントライン、まつはましん、さこリッチ、ランス39号、佐竹佑一、はぶ（ゆうかんまだむ）、塩谷正蔵（元フリータイム）、横山貴規（元ボールボーイ）、吉長美鈴、あかぼし☆こぼし |
| 2  | 2003 | やまか、松本貴明（藩飛礼）、森田の大冒険 |
| 3  | 2021 | ひろるん |
| 4  | 2022 | わあ、ゴニオメーター |

閉校していたが、2019年4月再び開校し3期生が入学。

## 岡山校（ - 2004年）
| 期 | 入学 | 著名な出身者                                                                                       |
| -- | ---- | -------------------------------------------------------------------------------------------------- |
| 1  | 2003 | 初瀬悠太（ななまがり）、ゆるえもん、ポセイドン橋本、リンクアップとっしー、生田渉（元シンプソンズ） |

## 仙台校（ - 2005年、2019年 - ）
出身者は富澤たけし（サンドウィッチマン）、及川裕也（元魚でF）ほか。富澤は仙台校への入学を目指してアマチュア活動を行なっていたが、実現前に吉本が仙台から撤退してしまった。
2019年に再開校して生徒募集がされたが、その後はNSCの学院紹介に掲載されていない。

## 沖縄校（2018年 - ）
2017年まではよしもと沖縄エンターテイメントカレッジを参照。
| 期 | 入学 | 著名な出身者                                  |
| -- | ---- | --------------------------------------------- |
| 8  | 2018 | きゃんまーぶ、イソテン玉城、わうけさん        |
| 9  | 2019 | 運天凌雅、よすみ（桃花鳥）                    |
| 10 | 2020 | ネルガル                                      |
| 11 | 2021 | ジブラーD介。、マンマボーイナツキ、東の温もり |
| 12 | 2022 | ゆかほんたす、スーパーヒロキ君、長D、日雷     |
| 13 | 2023 | 仲門もえか（桃花鳥）、うらちゃん              |
| 14 | 2024 | 下地となり                                    |

## 福岡校（2018年 - ）
| 期 | 入学 | 著名な出身者 |
| -- | ---- | --- |
| 1  | 2018 | ザ・ローリングモンキー、カイト丸山（気になるあの娘）、カーネギー、中村圭太、神速エール、米沢大志、TOMOHIRO、ベングルー、坂下登哉                                                                           |
| 2  | 2019 | むなかったん、出目金、メリコンドル、神子（8888）、アオヤマ、かいせい、やまちゃん、オガタタカチカ、竕、イシイ・シュウ                                                                                       |
| 3  | 2020 | フルハウス、かば鴉、太宰、パフェ、せーまる、ゴウイチ。（ごまサバ）、プテラノドンごろう、エナジー、文志楼（としょがかり）、すずめ（としょがかり）、おいたん、こうざき、やきそば、架橋四葉（富時雨）、とだみ |
| 4  | 2021 | パスタとパスタ、やまんば、たつや（金曜ギャル）、喜喜かいばしら、やっちゃえスマ男、ラブちゃん、パワフルけいこ（ごまサバ）、ファビュラス・ナカムタ、きのこのだ、白石つよし                                   |
| 5  | 2022 | 黒木マブダチ（パグ）、ストロベリーかずき、超蝶効果、たいが（金曜ギャル）、米田昌弘（8888）、スポットライト、由希也、プテラノドンごろう                                                                     |
| 6  | 2023 | 超人パンダ、こまっちゃん、TO5、コルダード |
| 7  | 2024 | チャリとあるき、パンたべる、あしばやたぬき、いるか通り |

## 札幌校（2020年 - ）
†印は後に再入学する者、※印は再入学した者に付記。
| 期 | 入学 | 著名な出身者                                                                                                |
| -- | ---- | --- |
| 1  | 2020 | すごい髙橋、アライヒカリ、亀田カオマンガイ（めしのくに）                                                    |
| 2  | 2021 | 佐々木拓杜（ねこ超人）、すみたす、華花クラッツ、本間ちゃん                                                  |
| 3  | 2022 | ぷれはぶ、ビッグボイス☆とっち、秘蔵、なかもりあや、電人バンド、三上由貴、サカヅメ（暮花火）、ヤシン（表裏） |
| 4  | 2023 | サバツナ鈴木、先入観、ガイス（原付40km/h）、植田康生                                                        |
| 5  | 2024 | 寝坊助（原付40km/h）、俵雄人、サイコロジーしんちゃん                                                        |